# Negasilus belli
Negasilus belli är en tvåvingeart som beskrevs av Charles Howard Curran 1934. Negasilus belli ingår i släktet Negasilus och familjen rovflugor. Inga underarter finns listade i Catalogue of Life.